# Metapone nicobarensis
Metapone nicobarensis é uma espécie de formiga do gênero Metapone, pertencente à subfamília Myrmicinae.